# Maczkó Ádám
Maczkó Ádám (Budapest, 1987. május 24. –) humorista, a Stand up comedy Humortársulat tagja, a Showder Klub állandó fellépője.

## Humorista
Maczkó Ádám 2010-ben állt először színpadra stand up comedy műsorával,[forrás?] 2012-ben csatlakozott a Stand Up Comedy Humortársulathoz.[forrás?] 2014-ben mutatkozott be a Rádiókabaré színpadán.[forrás?] 2016 szilveszterén mentorához, Orosz Györgyhöz hasonlóan megnyerte az Esti Frizbi Humorbajnokságát.[forrás?] 2018-ban szerződtette az RTL Klub Showder Klub című műsora.[forrás?] 2017-től 2022-ig a Humortechnikum tehetséggondozó program házigazdája.[forrás?] 2022-ben a Humortechnikum egyik zsűritagja.
Önálló estjei: Dumunderground (premier: 2017. Budapest)[forrás?] és Kioffolva (premier: 2022. Budapest).

## Magánélet
Turán nevelkedett. A BMSZC Petrik Lajos Két Tanítási Nyelvű Technikumban érettségizett 2005-ben. 2013-ban diplomázott a Kodolányi János Főiskolán elektronikus médiumok szakirányon. 16-23 éves kora között versenyszerűen futballozott NB III-as csapatokban, később műsorvezetőként működött közre sport rendezvényeken. Hobbija a foci.[forrás?]

## Videó
- https://www.youtube.com/watch?v=s3lDwqnDdpc
- https://rtl.hu/showderklub/2020/10/18/maczko-adam-rajtam-latszik-hogy-a-fitness-pizza-atveres
- https://www.youtube.com/watch?v=Zh_x6QLbpbQ

## Média megjelenések
- https://hajdupress.hu/cikk/a-tarsulatunk-lenyegeben-egy-barati-tarsasag-interju-maczko-adammal
- https://rtl.hu/fokusz/2019/09/10/ideje-komolyan-venni-a-ko-papir-ollo-bajnoksagot
- https://www.youtube.com/watch?v=Xq9rfwoBP1w